# Rio Gherghelău
O Rio Gherghelău é um rio da Romênia, afluente do Fişer, localizado no distrito de Braşov.